# Apatania aison
Apatania aison är en nattsländeart som beskrevs av Malicky 1997. Apatania aison ingår i släktet Apatania och familjen Apataniidae. Inga underarter finns listade i Catalogue of Life.